# الزهور الفاتنة (فلم)
الزهور الفاتنة هو فيلم مصري عرض عام 1952، بطولة فاتن حمامة وحسين رياض ومحمود المليجي وشكري سرحان، ومن إخراج جمال مدكور.

## قصة الفيلم
تدور أحداث الفيلم حول الأرملة الفقيرة والمريضة (عزيزة حلمي)، التي تعيش في حارة بالقرب من القلعة، ولديها فتاتين رتيبة (تحية كاريوكا)، وكريمة (فاتن حمامة)، رتيبة لديها طموح كبير للخروج من الحارة، وأن تعيش حياة الأغنياء، أما كريمة فتعمل ممرضة، وتعتني بوالدتها المريضة، وتنفق على المنزل، وقنوعة وراضية عن حياتها بعكس أختها رتيبة. إلا أن رتيبة تتمرد على حياتها وتشجعها صديقة لها لكي تعمل راقصة فتعمل في الكباريهات ليتبعها موت أمها. ثم يستغلها سعد (فريد شوقي) لخداع الأثرياء وسرقتهم، وتتزوج من رجل كبير في السن (حسين رياض) وتنجب منه ولكنها كانت تخونه مع سعد الذي كان المدبر لمؤامراتهم. وعندما يكتشف الزوج خيانتها يطلقها ويحرمها من طفلتها، وتمرض رتيبة مرضًا شديدًا فيسرقها سعد ويهرب منها ولا تجد ملجأ إلا العودة إلى الحارة فيكرمها جيرانها الطيبين ويساعدونها على التوبة ويأخذونها للحج. أما كريمة فيحبها ابن زوج رتيبة (شكري سرحان)، ويوافق الأب على زواجهما بعد رفضه الشديد لها لأنها أخت طليقته رتيبة، وذلك بعد ما لمسه من أخلاقها الطيبة ومعدنها الأصيل. تعود رتيبة من الحج وتطلب رؤية ابنتها فيوافق الأب بعد تردد، وبينما هي في سكرات الموت تطلب أن يسامحها الجميع وتموت وهي تحمل ابنتها بين ذراعيها، ويبكي الكل على رحيلها ويسامحوها.

## طاقم التمثيل
- فاتن حمامة: (كريمة)
- حسين رياض: (صالح بك)
- محمود المليجي: (شكري بك)
- شكري سرحان: (باهر)
- تحية كاريوكا: (رتيبة)
- فردوس محمد: (حميدة)
- عبد العزيز أحمد: (الشيخ شحاتة)
- عزيزة حلمي: (نجية)
- فريد شوقي: (سعد)
- ثريا حلمي: (ثريا)
- محمد توفيق: (مرسي - الحلاق)
- ثريا فخري: (الدادة)
- محمد الديب: (الدكتور)
- سناء سميح
- زكي إبراهيم: (العطار)
- لولا عبده
- عبد الحميد زكي: (الجزار)
- دولت كراوية
- عمر الجيزاوي: (استعراض غنائي)
- عبد المنعم بسيوني
- سعد ناصف
- محسن حسنين
- محمد التابعي
- جمعة إدريس: (بشير)
- علي كامل
- سليم بسطاوي
- سيد كراوية
- دولت حلمي
- سميرة أحمد: (العروسة)

## فريق العمل
- إخراج: جمال مدكور
- قصة: ملكة فهمي سرور
- سيناريو: جمال مدكور
- حوار: أحمد شكري
- مدير التصوير: عبد العزيز فهمي
- مونتاج: حسنوف، حلمي صادق
- موسيقى تصويرية: محمد حسن الشجاعي
- إنتاج: ستوديو مصر
- توزيع: ستوديو مصر
- تأليف الأغاني: جليل البنداري، محمد علي أحمد، فتحي قورة
- ألحان الأغاني: محمود الشريف، أحمد صدقي، أحمد صبرة، علي فراج